# Rúbanice
Rúbanice este o arie protejată (arie specială de conservare — SAC, sit de importanță comunitară — SCI) din Slovacia întinsă pe o suprafață de 7,73 ha, integral pe uscat.

## Localizare
Centrul sitului Rúbanice este situat la coordonatele 48°49′16″N 18°04′23″E / 48.821099°N 18.073033°E.

## Înființare
Situl Rúbanice a fost declarat sit de importanță comunitară în septembrie 2015 pentru a proteja 5 specii de animale. Situl a fost protejat și ca arie specială de conservare în octombrie 2017.

## Biodiversitate
Situată în ecoregiunea alpină, aria protejată conține 3 habitate naturale: Mlaștini alcaline, Fânețe de joasă altitudine (Alopecurus pratensis, Sanguisorba officinalis), Păduri aluvionare cu Alnus glutinosa și Fraxinus excelsior (Alno-Padion, Alnion incanae, Salicion albae).
La baza desemnării sitului se află mai multe specii protejate:
- amfibieni (1): izvoraș-cu-burta-galbenă (Bombina variegata)
- nevertebrate (4): Euplagia quadripunctaria, Maculinea teleius, Vertigo angustior, Vertigo moulinsiana

Pe lângă speciile protejate, pe teritoriul sitului au mai fost identificate 1 specie de plante.